# 查木钦墓群
查木钦墓群，位于中國西藏自治区日喀则市拉孜县曲玛乡，是吐蕃时期的墓群。

## 简介
查木钦墓群位于西藏自治区日喀则市拉孜县曲玛乡海拔4100米的山脚下。该墓群以南的木扎山山腰处，有拉孜吐蕃石窟，石窟东侧山下是曲德寺，山上是原拉孜宗的遗址。
查木钦墓群有135座墓葬。主要为梯形墓葬，也有塔形、长条形墓葬。其中最大的一座墓葬外封土边长78米，占地面积超过4100平方米。最高的一座墓葬高达17米。这些墓葬均为吐蕃（约公元7至9世纪）的古墓。
查木钦墓群没有任何史料记载，直到1990年代初，才被文化部门发现。1996年，被列为西藏自治区文物保护单位。2006年，被列为第六批全国重点文物保护单位。查木钦墓群出土了两尊石狮，还出土了一通已经断为三截的石碑，石碑上刻的藏文与吐蕃赞普赤祖德赞（8世纪中叶在位）的事迹有关。与该石碑相类似的文物仅曾在山南地区琼结县的藏王墓出土，这说明查木钦古墓群的墓主的地位很高。从古墓分布来看，拉孜县及邻近的定日县共分布有12处古墓群，现存封土的墓葬超过1000座，其中查木钦古墓群规模最宏大。 